# Jennifer Arends-Reyes
Jennifer Justine Arends-Reyes (Aruba, 21 april 1983) is een Arubaans politica. Van 2013 tot 2021 was zij lid van de Staten van Aruba namens de AVP.
Arends-Reyes is dochter van de Arubaanse onderwijzeres Ustica Quant en José Reyes, ondernemer afkomstig uit Colombia. Na haar middelbare schoolopleiding aan het Colegio Arubano vertrok zij in 2001 naar Nederland. Zij voltooide een HBO-opleiding aan de Fontys Lerarenopleiding in Tilburg en was na terugkeer op Aruba werkzaam als docent Engels aan het Colegio Arubano.
Haar eerste stappen in de politiek zette Arends-Reyes in 2013. In de verkiezingen van dat jaar stond zij twintigste op de AVP-lijst en behaalde 604 voorkeursstemmen. Zij werd statenlid. Bij de statenverkiezingen in 2017 wist zij haar statenzetel te behouden. In de AVP-fractie heeft zij de portefeuilles toerisme en onderwijs.
Arends-Reyes is gehuwd en moeder van een dochter.